# Yongcui Linchang (bondby i Kina, Heilongjiang Sheng, lat 47,08, long 128,95)
Yongcui Linchang (kinesiska: 永翠林场) är en bondby i Kina. Den ligger i provinsen Heilongjiang, i den nordöstra delen av landet, omkring 230 kilometer nordost om provinshuvudstaden Harbin. Antalet invånare är 172. Befolkningen består av 83 kvinnor och 89 män. Barn under 15 år utgör 4,0 %, vuxna 15-64 år 73 %, och äldre över 65 år 21,0 %.
Runt Yongcui Linchang är det ganska glesbefolkat, med 40 invånare per kvadratkilometer. Närmaste större samhälle är Langxiang, 16,2 km söder om Yongcui Linchang. I omgivningarna runt Yongcui Linchang växer i huvudsak blandskog.
Genomsnittlig årsnederbörd är 1 025 millimeter. Den regnigaste månaden är juli, med i genomsnitt 226 mm nederbörd, och den torraste är januari, med 10 mm nederbörd.